# Synagoga w Bielsku-Białej (ul. 3 Maja)
Synagoga w Bielsku-Białej – gminny dom modlitwy znajdujący się w Bielsku-Białej, przy ulicy 3 Maja 7.
Synagoga została założona w latach 90. XX wieku w budynku Gminy Wyznaniowej Żydowskiej w Bielsku-Białej. Została przeniesiona z dawnego lokalu mieszczącego się przy ulicy Adama Mickiewicza 26. Nabożeństwa odbywają się regularnie we wszystkie szabaty oraz święta.

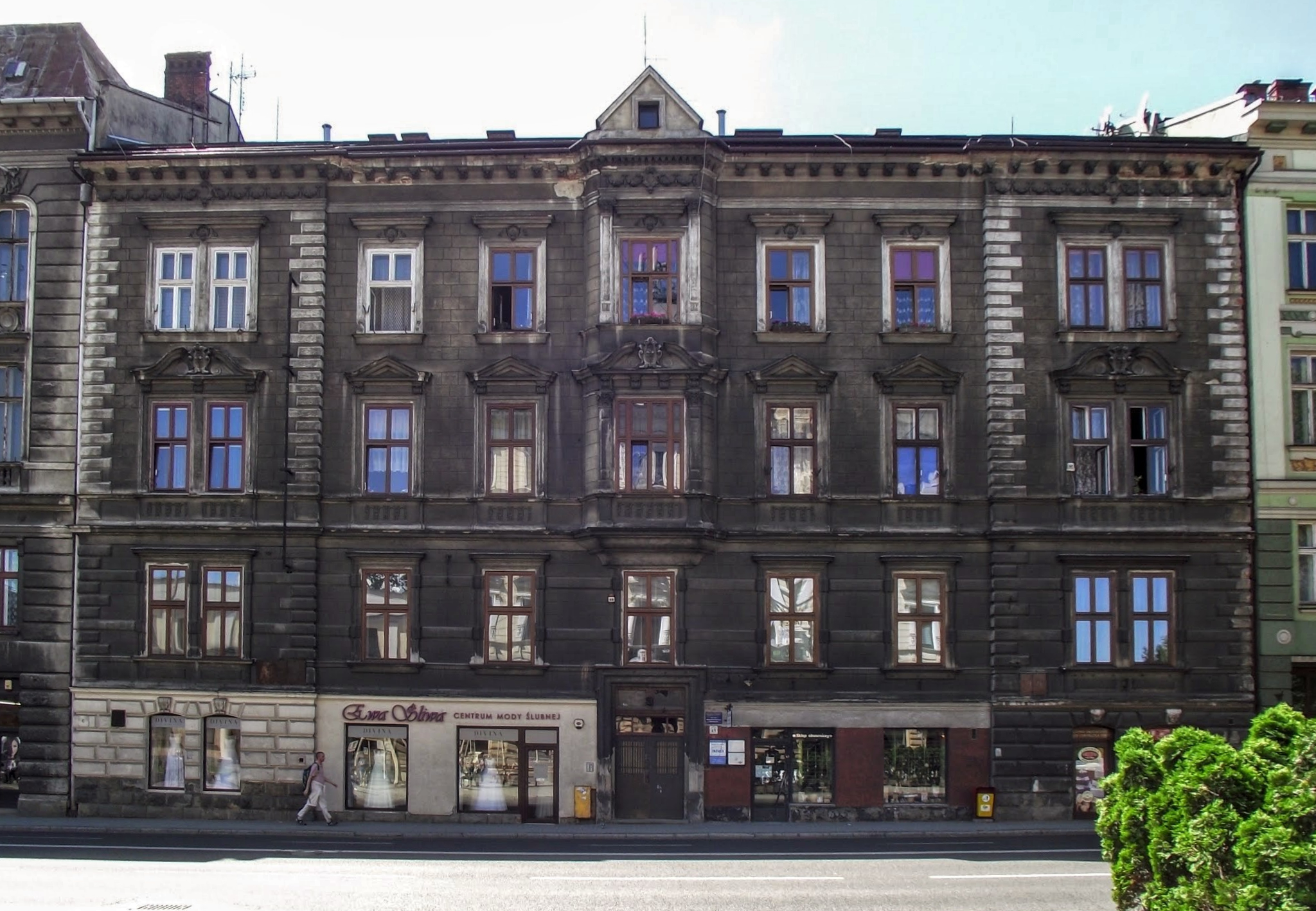
Kamienica, w której mieści się dom modlitwy

We wnętrzu synagogi, na ścianie wschodniej, pomiędzy dwoma oknami znajduje się drewniany Aron ha-kodesz, który wieńczą dwa lichtarze oraz tablice Dekalogu. Drzwi szafy zasłania granatowy parochet z lambrekinem ufundowany przez Ashera i Shifrę Scharfów ze Stanów Zjednoczonych. Na środku sali stoi bima przykryta granatową kotarą, również ufundowaną przez rodzinę Scharfów. Na ścianie północnej znajduje się niewielkie podium, na którym zapalane są świece w rocznicę śmierci danej osoby. Na ścianie tej wyeksponowano również inny parochet.
W synagodze przechowywany jest obecnie oryginalny parochet pochodzący z nieistniejącej obecnie synagogi Maharszala w Lublinie.